# Siedcza (przystanek kolejowy)
Siedcza (biał. Седча; ros. Седча) – przystanek kolejowy w miejscowości Siedcza, w rejonie puchowickim, w obwodzie mińskim, na Białorusi. Położony jest na linii Homel - Żłobin - Mińsk.
W okresie międzywojennym w miejscu obecnego przystanku istniała mijanka.